# 帕盧厄島
帕盧厄島是印度尼西亞的島嶼，位於弗洛勒斯島以北的弗洛勒斯海海域，屬於小巽他群島的一部分，由東努沙登加拉省負責管轄。
帕盧厄島面積41平方公里，人口10,000分佈在8個村落，島上自2006年開始有道路或汽車，羅卡滕達火山位於島嶼北部。
8°19′30″S 121°42′42″E / 8.325°S 121.711667°E